# Rykellus darglensis
Rykellus darglensis är en spindeldjursart som först beskrevs av Ryke 1962.  Rykellus darglensis ingår i släktet Rykellus och familjen Ologamasidae. Inga underarter finns listade i Catalogue of Life.